# Conde de Ferreira
Conde de Ferreira é um título nobiliárquico criado por D. Maria II de Portugal, por Decreto de 6 de Agosto de 1850, em favor de Joaquim Ferreira dos Santos, antes 1.º Barão de Ferreira e 1.º Visconde de Ferreira.
Titulares
1. Joaquim Ferreira dos Santos, 1.º Barão, 1.º Visconde e 1.º Conde de Ferreira.